# Bryan Sanders
Bryan C. Sanders (* 24. Oktober 1970 in Stillwater, Minnesota) ist ein ehemaliger US-amerikanischer Skispringer.

## Werdegang
Sanders gab am 3. Dezember 1989 sein internationales Debüt im Rahmen des Skisprung-Weltcup. Dabei verpasste er in Thunder Bay als 57. deutlich die Punkteränge. Nach weiteren erfolglosen Springen in Lake Placid startete er bei der Vierschanzentournee 1989/90. Dabei kam er aber erneut nicht ins vordere Teilnehmerfeld und landete am Ende ziemlich abgeschlagen nur auf Rang 70 der Tournee-Gesamtwertung. Bei der Skiflug-Weltmeisterschaft 1990 in Vikersund flog Sanders im Einzel auf Platz 55.
Nach weiteren erfolglosen Starts im Weltcup, darunter einem 76. Gesamtrang bei der Vierschanzentournee 1991/92, startete er im US-Team bei den Olympischen Winterspielen 1992 in Albertville. Dabei gelang ihm von der Normalschanze der Sprung auf Platz 38. Von der Großschanze belegte er am Ende punktgleich mit seinem Landsmann Robert Holme Platz 36. Gemeinsam mit Holme, Jim Holland und Ted Langlois erreichte er im Teamspringen Rang 12.
1994 wurde er in die St. Paul Ski Club Hall of Fame aufgenommen.

## Erfolge

### Vierschanzentournee-Platzierungen
| Saison  | Platz | Punkte |
| ------- | ----- | ------ |
| 1989/90 | 70.   | 283,5  |
| 1991/92 | 76.   | 066,5  |